# STS-105
STS-105 var en flygning i det amerikanska rymdfärjeprogrammet med rymdfärjan Discovery. Den sköts upp från Pad 39A vid Kennedy Space Center i Florida den 10 augusti 2001. Efter nästan tolv dagar i omloppsbana runt jorden återinträdde rymdfärjan i jordens atmosfär och landade vid Kennedy Space Center.
Flygningen gick till Internationella rymdstationen, ISS.
Målet med flygningen var att byta besättningen ombord på rymdstationen och att leverera utrustning och förnödenheter. Detta gjorde man med hjälp av modulen Leonardo som under några dagar var dockad med den amerikanska modulen Unity.
I och med att farkosten lämnade rymdstationen var Expedition 2 avslutad.

## Väckningar
Under Geminiprogrammet började NASA spela musik för besättningar och sedan Apollo 15 har man varje "morgon" väckt besättningen med ett musikstycke, särskilt utvalt antingen för en enskild astronaut eller för de förhållanden som råder.
| Dag | Låt                                 | Artist/Kompositör  |
| --- | ----------------------------------- | ------------------ |
| 2   | "Back in the Saddle Again"          | Gene Autry         |
| 3   | "The White Eagle"                   | Rysk folksång      |
| 4   | Ouvertyr från The Barber of Seville | Rossini            |
| 5   | Tema från "Arthur"                  | Christopher Cross  |
| 6   | "Big Boy Toys"                      | Aaron Tippin       |
| 7   | "The Marvelous Toy"                 | Tom Paxton         |
| 8   | "Time Bomb"                         | Patrick and Andrew |
| 9   | "Hotel California"                  | The Eagles         |
| 10  | "Under the Boardwalk"               | The Drifters       |
| 11  | "Brand New Day"                     | Sting              |
| 12  | "East Bound and Down"               | Jerry Reed         |
| 13  | "Again"                             | Lenny Kravitz      |